# Hyophila integrifolia
Hyophila integrifolia är en bladmossart som beskrevs av Hugh Neville Dixon och Thériot 1942. Hyophila integrifolia ingår i släktet Hyophila och familjen Pottiaceae. Inga underarter finns listade i Catalogue of Life.